# Stig Hylland
Stig Gunnar Hylland, född 24 december 1933 i Munkfors, Värmlands län, är en svensk före detta professionell ishockeyspelare (forward).
Hans moderklubb var IFK Munkfors, och han representerade under karriären även Gais och Västra Frölunda IF.